# Ercole Bernabei
Ercole Bernabei (født ca. 1622 i Caprarola, død 5. december 1687 i München) var en italiensk organist, kapelmester og komponist.

## Biografi
Bernabei fik sin musikuddannelse i Rom, hvor han var elev af Orazio Benevoli. I tiden 1653–1665 var han organist ved San Luigi dei Francesi. Forgængeren i dette embede var Luigi Rossi. Juli 1665 blev Bernabei udnævnt til kapelmester ved San Giovanni in Laterano. I 1667 var han igen ved San Luigi dei Francesi, denne gang som kapelmester. I 1672 hjalp dronning Christina af Sverige ham til en post som kapelmester i Det Sixtinske Kapel i Vatikanet.
I 1674 rejste han på invitation af Ferdinand Maria af Bayern til München, hvor han gik i tjeneste som hofkapelmester efter Johann Kaspar Kerll. Her blev han resten af livet. Sønnen Giuseppe Antonio Bernabei blev i 1688 hans efterfølger som kapelmester.
Ercole Bernabei skrev hovedsagelig kirkelig vokalmusik, men mens han var i München komponerede han fem operaer. Musikalsk blev han regnet blandt de konservative og kæmpede for en tilbagevenden til Palestrinas stil.

## Værker
- Concerto madrigalesco per 3 voci e basso continuo (1669, Roma)
- Sacrae modulationes op. 2, per 5 voci, 2 violini e basso continuo
- 2 messe per 16 voci
- 23 fra mottetti, inni, antifone per 4-8 voci
- Varie cantate, canzonette, arie per 1 voce e basso continuo